# Kutanes Lymphom
Ein kutanes Lymphom (lat. Cutis: Haut) ist ein Lymphom, das in der Haut entsteht. Diese primär kutanen Lymphome müssen unterschieden werden von Lymphomen anderen Ursprungs (meist der Lymphknoten), die sekundär auch die Haut befallen können.
Lymphome können allgemein von den T-Lymphozyten (T-Zell-Lymphome) oder von den B-Lymphozyten (B-Zell-Lymphome) ausgehen. Letzteres ist bei rein kutanen Lymphomen aber selten der Fall. Wie andere Tumorerkrankungen auch können die kutanen Lymphome maligne (bösartig) oder benigne (gutartig) sein, wobei letztere aber teilweise auch eine Vorstufe darstellen können, die später weiter entarten kann.
Das häufigste maligne kutane T-Zell-Lymphom ist die Mycosis fungoides. Die übrigen malignen kutanen T-Zell-Lymphome werden in CD30-positive (prognostisch günstiger) und CD30-negative (prognostisch ungünstiger) unterteilt.
Auch B-Zell-Lymphome können primär in der Haut entstehen. Dies ist aber nur sehr selten der Fall (z. B. Immunozytom, Keimzentrums-Lymphom Großzelliges B-Zell-Lymphom).
Bei den gutartigen Lymphomen (Pseudolymphome) gibt es das Lymphozytom und die Lymphomatoide Papulose.